# Соболь, Валентин Енисеевич
Валентин Енисеевич Соболь (бел. Валянцін Енісеевіч Собаль; род. 4 марта 1949, Поставы, Молодечненская область) — белорусский археолог. Кандидат исторических наук (1988).
В 1972 году окончил Белорусский государственный университет. С 1974 года научный сотрудник Института истории АН Беларуси, с 1988 года археолог Белорусского реставрационно-проектного института.
Исследует памятники архитектуры археологическими методами, хронологию культурных слоев, материальную культуру белорусских городов XIV—XVIII вв. Принимал участие в исследовании памятников архитектуры Бреста, Минска, Полоцка, Мстиславля, Гродно, Мира, Смоленска. Один из авторов альбома «Русский кафель». Результатом работы в Смоленской археологической экспедиции явилась написанная в соавторстве книга «Древний Смоленск. Археология пятницкого конца».